# 鼓山地嶽殿
22°38′10″N 120°16′58″E / 22.6361812°N 120.2827569°E
高雄鼓山玉旨地嶽殿，主祀東嶽仁聖大帝，同祀地藏王菩薩、李府大神，廟宇位於臺灣高雄市鼓山區，坐落於鼓山區河川市場內，早期因香火鼎盛，往來香客絡繹不絕，也因而帶動市場繁榮興盛，造福街坊。所屬八家將團（陣），為高雄最早八家將團，現今高雄延續最長的家將團，經高雄市政府核定為高雄市定傳統表演藝術、民俗。

## 沿革
主祀神為東嶽仁聖大帝，始於日本昭和十五年（1940年），由李兩傳先生從臺南佳里迎奉東嶽仁聖大帝到高雄鼓山河川街奉祀為鎮家之神，神威顯赫被左右鄰居爭相前來奉香，祈求平安，每求靈驗顯著，不久傳遍鄰里遠近善男信女朝夕祈求，香火日益鼎盛，崇敬之善男信女與日俱增，因香火鼎盛之故，人潮招來攤販、店家聚集而結市，今日鼓山河川市場。
民國三十四年（1945年）由地方仕紳李兩傳、侯大、侯王不纏、吳進陞等人提倡等創建廟宇，因建廟購買土地經費頗鉅，就先在河川街一0三巷二弄十號建立神壇膜拜奉祀，命名為「地嶽殿」，奉東嶽仁聖大帝旨意合祀地藏王菩薩、李府大神諸神金身，因神聖其靈，有求必應信徒日增，香火旺盛，民國四十二年（1953年）間，建議召開大會，由第一任主任委員李兩傳、總幹事陳清河召開信徒代表大會，決議購買現址鼓山河川街為本殿永久廟址，進行籌備建築三樓廟宇，因限於經費，興建其中一切非常艱難，完成初期結構工程。
民國六十一年（1972年）再召開信徒大會時，眾信徒提議再重建，由第二任主任委員侯清泉、總幹事陳清和召開大會，決議，繼承先輩遺志，重修全廟宇，由現任各委員及眾信徒合力萬眾一心，出錢出力請匠師蘇金庭整修廟宇內外建築，及內殿新建神龕，藻井、神案、皆精緻奪目及廟頂之剪粘人物造像，飛禽走獸造型，俱栩栩如生，如斯巍峨堂皇殿堂之興建，使殿宇汰舊換新，廟貌煥然一新。

### 吉勝堂家將
民國三十八年(1949年)地嶽殿決議成立家將團(陣)，聘請臺南佳里家將名師林木先生，前來到傳授家將步伐陣法陣式，挑選境內合適壯丁訓練家將的步伐陣法陣式，家將館定名玉旨吉勝堂 （页面存档备份，存于），陣法陣式遵循五行八卦之原理編排，全陣以戰鼓導引陣法腳步，屬於武陣。自請往西港玉勅慶安宮領旨組訓成陣後具宗教地位，榮封為地藏王菩薩駕前享有「先斬後奏之權」，為境內信眾祈安掃除不祥、趨邪怯魔、收驚解厄、安宅鎮煞之任務。為高雄地區最早組訓之八家將團 ，亦是高雄延續最長的家將團，並為高雄地區唯一登錄為傳統表演藝術之家將團。

## 主祀神祇
本殿一樓供奉

二樓地藏殿

三樓凌霄寶殿

- 東嶽仁聖大帝、酆都大帝、天醫真人、保生大帝、玄天上帝、註生娘娘、福德正神、月老星君、中壇元帥

本殿二樓供奉
- 地藏王菩薩、十殿閻王、李府大神、吉勝堂八家將、斷緣仙師

本殿三樓供奉
- 玉皇上帝、三官大帝、南斗星君、北斗星君、太歲星君

## 資料來源
1. 1 2  鼓山地嶽殿沿革. . 地嶽殿管理委員會.
2. 1 2  高雄市傳統藝術. . 高雄市政府文化局.
3. ↑  藝陣傳神. . 文化部文化資產局. 2015.

## 外部連結
- 官方网站 （页面存档备份，存于）
- 鼓山地嶽殿的Facebook專頁 （页面存档备份，存于）